# Kanton Veynes
Kanton Veynes (fr. Canton de Veynes) je francouzský kanton v departementu Hautes-Alpes v regionu Provence-Alpes-Côte d'Azur. Tvoří ho osm obcí.

## Obce kantonu
- Chabestan
- Châteauneuf-d'Oze
- Furmeyer
- Montmaur
- Oze
- Saint-Auban-d'Oze
- Le Saix
- Veynes